# Ensaio de Cores
Ensaio de Cores é o quarto álbum ao vivo e o sexto DVD da cantora brasileira Ana Carolina, lançado em 9 de novembro de 2011 em CD, LP e DVD. Trata-se de um projeto que mistura música e arte através da exposição de quadros pintados pela própria cantora. A produção musical ficou por conta da própria cantora e a direção geral do cineasta José Henrique Fonseca.
O álbum gerou dois singles que integraram trilhas sonoras de duas telenovelas da Rede Globo: "Problemas" (Fina Estampa) e "Simplesmente Aconteceu" (Guerra dos Sexos).
Foi gravado no dia 3 de setembro de 2011, no Citibank Hall, Rio de Janeiro, com uma exposição de telas da cantora, projetadas como cenário durante as apresentações no show e também colocadas à venda no hall de entrada das casas onde se apresenta.
Além de cinco faixas inéditas, Ana interpreta alguns de seus sucessos, e ainda, músicas de nomes consagrados da música brasileira, como "Azul" de Djavan; "Força Estranha", sucesso do repertório de Roberto Carlos, de autoria de Caetano Veloso; e "Todas Elas Juntas Num Só Ser", de Lenine. Todo o repertório é executado em um formato diferenciado, com o acompanhamento de uma banda apenas de mulheres: Delia Fischer (piano), Gretel Paganini (violoncelo) e Lan Lan (bateria e percussão).

## Faixas
| CD  |                                                     |                                                     |         |  |
| N.º | Título                                              | Compositor(es)                                      | Duração |  |
| 1.  | "Rai das Cores"                                     | Caetano Veloso                                      | 4:45    |  |
| 2.  | "As Telas e Elas"                                   | Ana Carolina                                        | 4:38    |  |
| 3.  | "Alguém Me Disse"                                   | Evaldo Gouveia, Jair Amorim                         | 3:37    |  |
| 4.  | "Você Não Sabe"                                     | Antônio Villeroy                                    | 3:19    |  |
| 5.  | "Carvão"                                            | Ana Carolina                                        | 3:33    |  |
| 6.  | "Todas Elas Juntas Num Só Ser"                      | Lenine, Carlos Rennó                                | 5:50    |  |
| 7.  | "Azul"                                              | Djavan                                              | 4:02    |  |
| 8.  | "O Violão"                                          | Paulo César Pinheiro, Sueli Costa                   | 2:17    |  |
| 9.  | "Feriado / O Amor é Um Rock / Entre Tapas e Beijos" | Chico César, Tom Zé, Antônio Bueno, Newton Lima     | 3:25    |  |
| 10. | "Pra Tomar Três"                                    | Ana Carolina, Edu Krieger                           | 3:27    |  |
| 11. | "Simplesmente Aconteceu"                            | Dudu Falcão, Chiara Civello                         | 3:36    |  |
| 12. | "Claridade / Só Fala em Mim / Pra Rua Me Levar"     | Ana Carolina, Aleh, Antônio Villeroy, Celso Fonseca | 5:32    |  |
| 13. | "Força Estranha"                                    | Caetano Veloso                                      | 3:38    |  |
| 14. | "Stereo"                                            | Ana Carolina, Antônio Villeroy                      | 4:17    |  |
| 15. | "Problemas" (versão de estúdio)                     | Ana Carolina, Chiara Civello, Dudu Falcão           | 3:36    |  |

| DVD |                                                     |                                                      |         |  |
| N.º | Título                                              | Compositor(es)                                       | Duração |  |
| 1.  | "Rai das Cores"                                     | Caetano Veloso                                       |         |  |
| 2.  | "As Telas e Elas"                                   | Ana Carolina                                         |         |  |
| 3.  | "Alguém Me Disse"                                   | Evaldo Gouveia, Jair Amorim                          |         |  |
| 4.  | "Você Não Sabe"                                     | Antônio Villeroy                                     |         |  |
| 5.  | "Carvão"                                            | Ana Carolina                                         |         |  |
| 6.  | "Todas Elas Juntas Num Só Ser"                      | Lenine (cantor), Carlos Rennó                        |         |  |
| 7.  | "Azul"                                              | Djavan                                               |         |  |
| 8.  | "O Violão"                                          | Paulo César Pinheiro, Sueli Costa                    |         |  |
| 9.  | "Feriado / O Amor é Um Rock / Entre Tapas e Beijos" | Chico César, Tom Zé, Antônio Bueno, Newton Lima      |         |  |
| 10. | "Pandeiros"                                         | instrumental                                         |         |  |
| 11. | "Pra Tomar Três"                                    | Ana Carolina, Edu Krieger                            |         |  |
| 12. | "Cabide"                                            | Ana Carolina                                         |         |  |
| 13. | "Dez Minutos"                                       | Ana Carolina, Chiara Civello                         |         |  |
| 14. | "Simplesmente Aconteceu"                            | Dudu Falcão, Chiara Civello                          |         |  |
| 15. | "Claridade / Só Fala em Mim / Pra Rua Me Levar"     | Ana Carolina, Aleh, Antônio Villeroy, Celso Fonseca  |         |  |
| 16. | "Força Estranha"                                    | Caetano Veloso                                       |         |  |
| 17. | "Stereo"                                            | Ana Carolina, Antônio Villeroy                       |         |  |
| 18. | "Eu Comi a Madona"                                  | Ana Carolina, Mano Mello, Antônio Villeroy, Alvin L. |         |  |
| 19. | "Problemas" (videoclipe)                            | Ana Carolina, Chiara Civello, Dudu Falcão            |         |  |